# 協康會
協康會（英語：Heep Hong Society）創立於1963年，是香港最具規模的兒童教育及復康機構之一，致力為不同潛質的兒童及青年提供專業評估、輔導及訓練，讓他們盡展所能；並支援其家庭，締造平等融和的社會。
協康會現時轄下共有18間早期教育及訓練中心、17間特殊幼兒中心、9間綜合服務中心、11間青蔥計劃辦事處、1間幼兒園、1間幼稚園及7間家長資源中心，超過1,000人的團隊透過直屬50多個服務單位、到校支援主流中小學和幼稚園，每年服務超過15,000個家庭。協康會大部份服務經費來自社會福利署的資助、公益金的撥款及公眾捐款。至於一些創新及自負盈虧的服務及為中心添置新設施的經費，則有賴香港賽馬會慈善信託基金及公眾人士的捐助。協康會的總辦事處位於九龍觀塘海濱道133號萬兆豐中心10樓 J-L室。

## 歷史
創辦時期

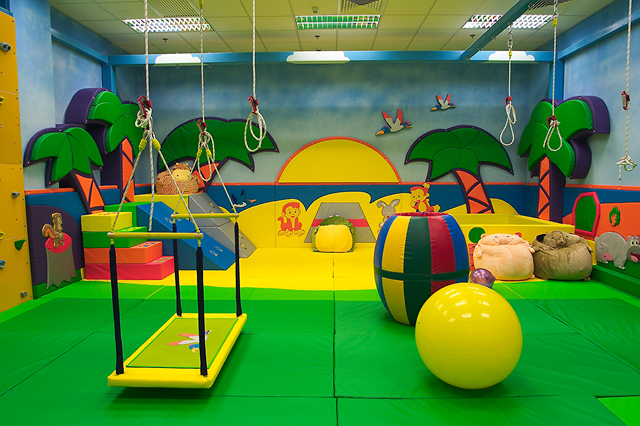
協康會轄下中心設施

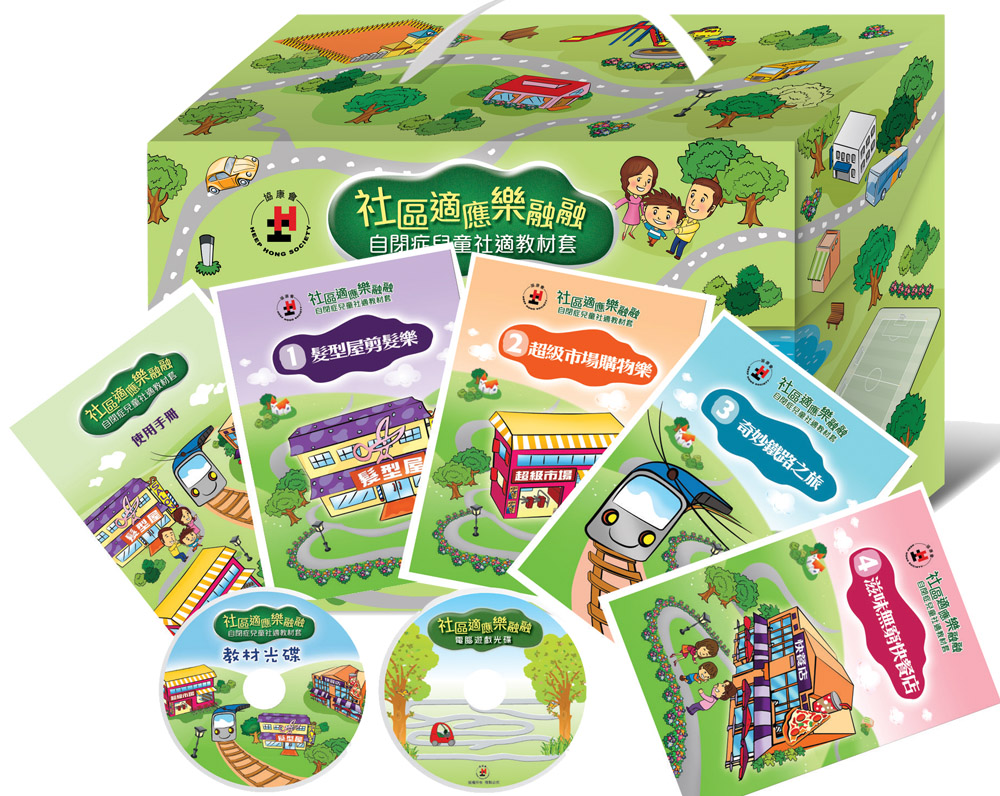
協康會出版有關兒童評估及訓練的書籍

香港早年患有小兒麻痺症的兒童在離院後，缺乏調理和照顧，一群熱心的婦女對此極為關注，於1963年成立協康會，提供定期的康樂活動及訓練，並每星期帶病童外出活動，主要借香港女童軍總會舉行。老何慶華女士獲選為第一屆主席。1969年協康會成為香港公益金會員，並開始接受香港政府社會福利署經常費的補助。
七十年代
在七十年代小兒麻痺症逐漸消失，協康會的服務對象亦擴展至多方面的弱能兒童。1971年香港中心將永久會址遷往大口環。1975年九龍中心遷至何文田邨，為紀念協康會創辦人及主席王石崇傑女士，正式命名為「王石崇傑紀念中心」，並開始改為全日服務。
八十年代
在1981年率先推行「幼兒發展輔導計劃」（現稱為「早期教育及訓練中心」），為初生至6歲的弱兒及其家庭提供服務，首兩間幼兒輔導中心在白田邨（深水埗區）及順安邨（觀塘區）提供服務。1982年協康會將英文會名正式更改為。1983年總辦事處由大口環香港中心遷到醫院道廿一號。到了八十年代末期，協康會特殊幼兒中心和早期教育及訓練中心的數目激增。在公益金贊助下，分別在沙角邨（沙田區）及長青邨（青衣區）開辦兩間幼兒輔導中心，稍後在葵盛邨（葵涌區）開辦第三間特殊幼兒中心。1987年在秦石邨（沙田區）開辦第四間特殊幼兒中心。1989年在屯門良景邨開辦良景早期教育及訓練中心。
九十年代
自九十年代初，協康會透過跨境合作計劃及培訓課程，與中、台及澳門等地的華人社區同業分享經驗，推出多套實用教材，讓業內人士、家長及學生作參考。在1990年更創辦香港第一所家長資源中心。1992年協康會得到香港賽馬會資助，將「王石崇傑紀念中心」搬遷至佐敦谷彩霞邨，於5月9日由衛奕信勳爵夫人及方心讓醫生主持開幕。1994年香港中心易名為「慶華中心」。直到1999年4月，協康會更由社團註冊轉為有限公司註冊，並將英文名改為，而中文會名則一直維持不變。6月，協康會首間幼兒中心－「康苗幼兒中心」正式投入服務。
千禧年代
自2000年開始，協康會進一步擴展服務範疇，透過「青蔥計劃」為就讀初中以下的兒童提供支援服務。2003年協康會在長沙灣富昌邨成立香港首間兒童綜合服務中心，並於2008年在將軍澳裕明苑開設新的綜合服務中心，提供早期教育及訓練中心和特殊幼兒中心的服務。

## 服務

### 早期教育及訓練中心
為發展上有障礙的幼兒透過專業指導提供每星期一至兩次的早期教育及訓練服務，並協助家長掌握有關照顧和啟發幼兒的技巧，以充份發揮幼兒的潛能。

| - 白田中心（九龍，白田邨） - 菁田中心（屯門，菁田邨） - 大窩口中心（荃灣，大窩口邨） - 鯉魚門中心（鯉魚門，鯉魚門邨） - 長青中心（青衣島，長青邨） - 富昌中心（長沙灣，富昌邨） | - 海富中心（旺角，海富苑） - 譚杜中心（大埔，運頭塘邨） - 賽馬會中心（上水，北區社區中心） - 郭葉鍊洪中心（沙田，沙角邨） - 良景中心（屯門，良景邨） - 雍明中心（將軍澳，將軍澳南服務設施大樓） | - 大口環中心（薄扶林，大口環） - 上海總會油麗中心（油塘，油麗邨） - 順利中心（觀塘，順利邨） - 東涌中心（東涌，逸東邨） - 環翠中心 (柴灣，環翠邨) - 裕明中心 (將軍澳，裕明苑) |

### 特殊幼兒中心
特殊幼兒中心為2至6歲中度及嚴重弱能的兒童提供一系列服務，透過每星期五天全日制密集式的專業訓練和照顧，協助兒童發展潛能，以幫助他們日後全面發展。

| - 大窩口中心（荃灣，大窩口邨） - 菁田中心（屯門，菁田邨） - 鯉魚門中心（鯉魚門，鯉魚門邨） - 裕明中心（將軍澳，裕明苑） - 雷瑞德夫人中心（大埔，富善邨） - 慶華中心（薄扶林，大口環） | - 陳宗漢紀念中心（將軍澳，尚德邨） - 長沙灣中心（長沙灣，長沙灣政府合署） - 秦石中心（沙田，秦石邨） - 富昌中心（長沙灣，富昌邨） - 王石崇傑紀念中心（觀塘，彩霞邨） - 水邊圍中心（元朗，水邊圍邨） | - 天平中心（上水，天平邨） - 東涌中心（東涌，逸東邨） - 環翠中心（柴灣，環翠邨） - 灣仔中心（灣仔，康樂商業大廈） - 雍明中心（將軍澳，將軍澳南服務設施大樓） |

### 幼兒園 幼稚園
幼兒園旨在為2至6歲的幼兒提供悉心的照料、理想的學習環境及優質的學前教育。
- 康苗幼兒園（旺角，海富苑）
- 協康會上海總會康苗幼稚園（葵芳，葵芳邨）

### 家長資源中心
家長資源中心為有特殊需要兒童的家長提供全面的支援服務，協助解決在培育子女上所遇到的困難和問題，並提供聚會場所，以舒解生活壓力。並提供一系列支援服務，包括：熱線諮詢服務、圖書館、玩具圖書館、教育性講座及技巧訓練工作坊、專業諮詢、家長支援小組、社交及康樂活動、興趣班及社區教育活動。

| - 粉嶺家長資源中心，附資源圖書館（粉嶺，祥華邨） - 賽馬會家長資源中心，附資源圖書館（筲箕灣，愛東邨） - 馬鞍山中心，附資源圖書館（馬鞍山，恆安社區中心） - 賽馬會星亮資源中心（何文田，愛民邨） | - 海富中心，附資源圖書館（旺角，海富苑） - 東涌中心（東涌，逸東邨） - 協康會綜合服務大樓-家長資源中心（薄扶林，大口環） |

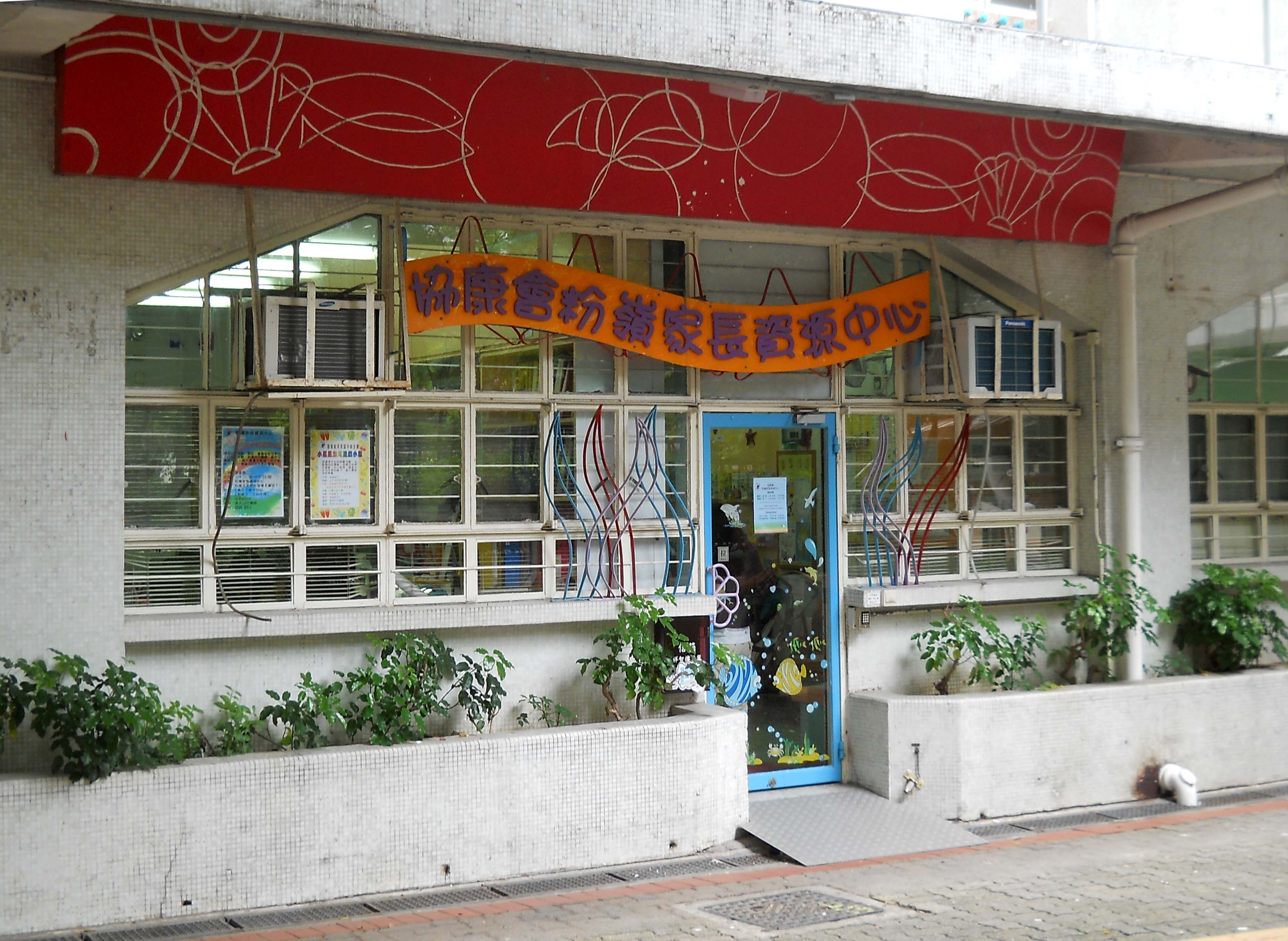
粉嶺中家長資源中心
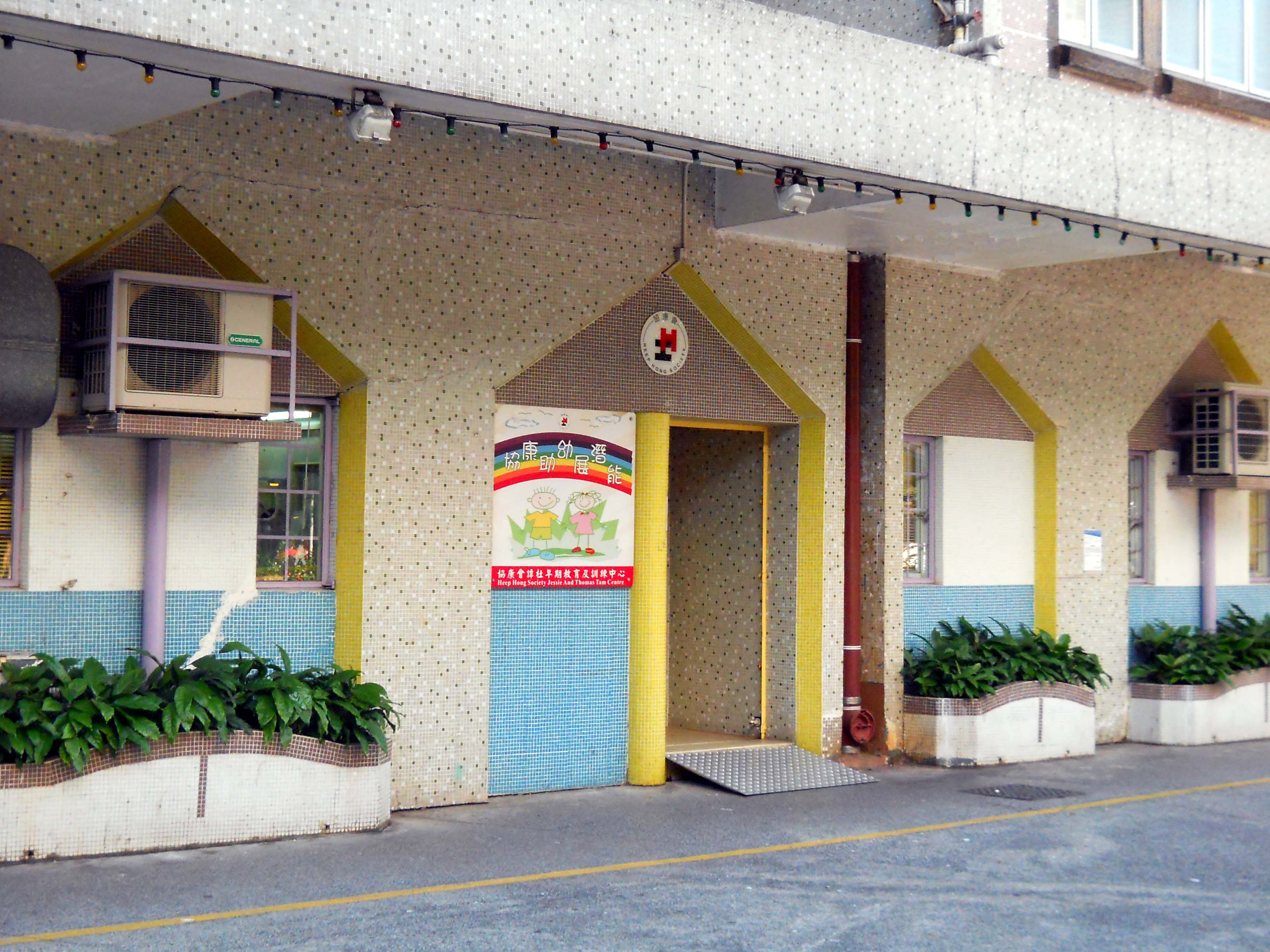
運頭塘邨譚杜中心
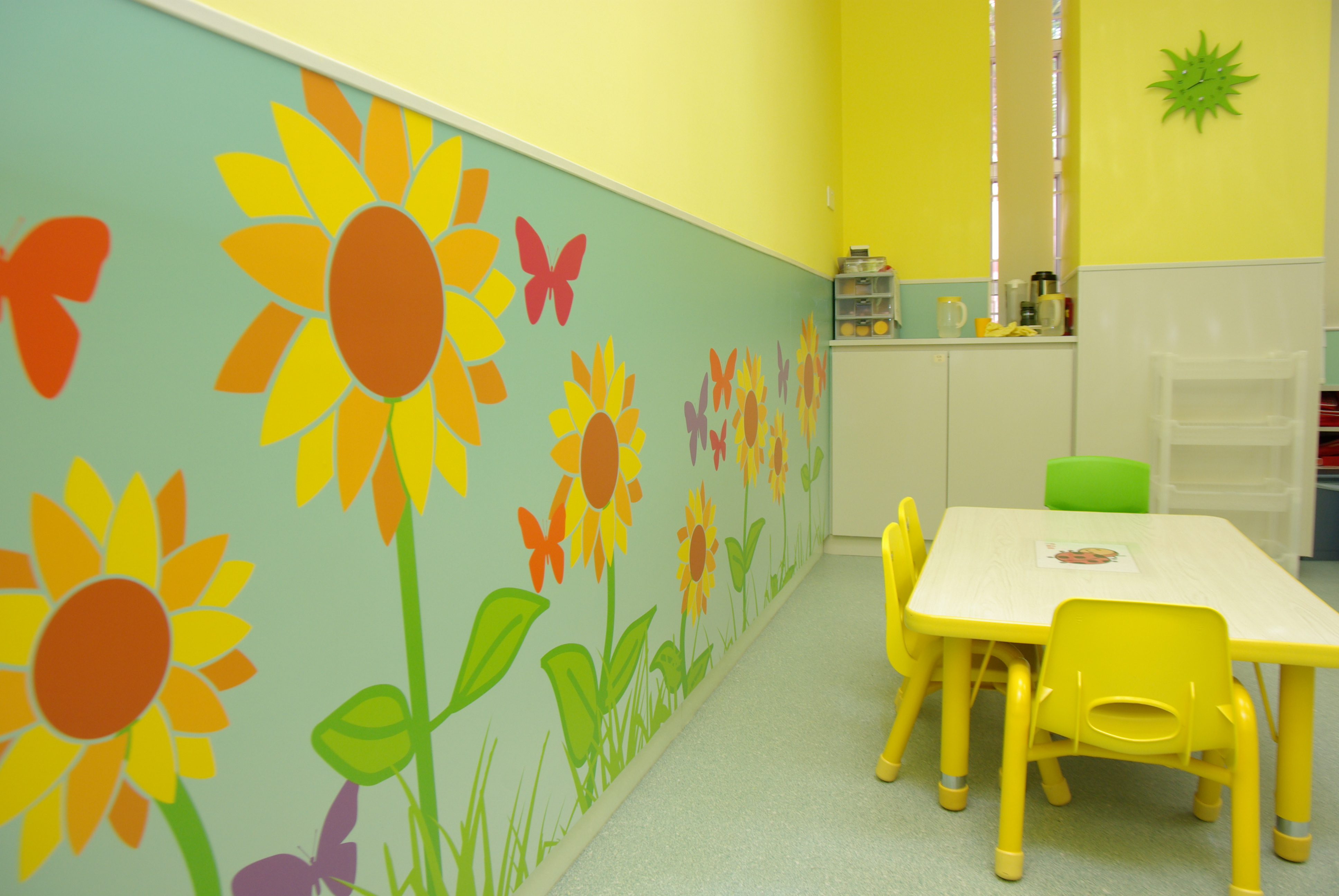
裕明中心
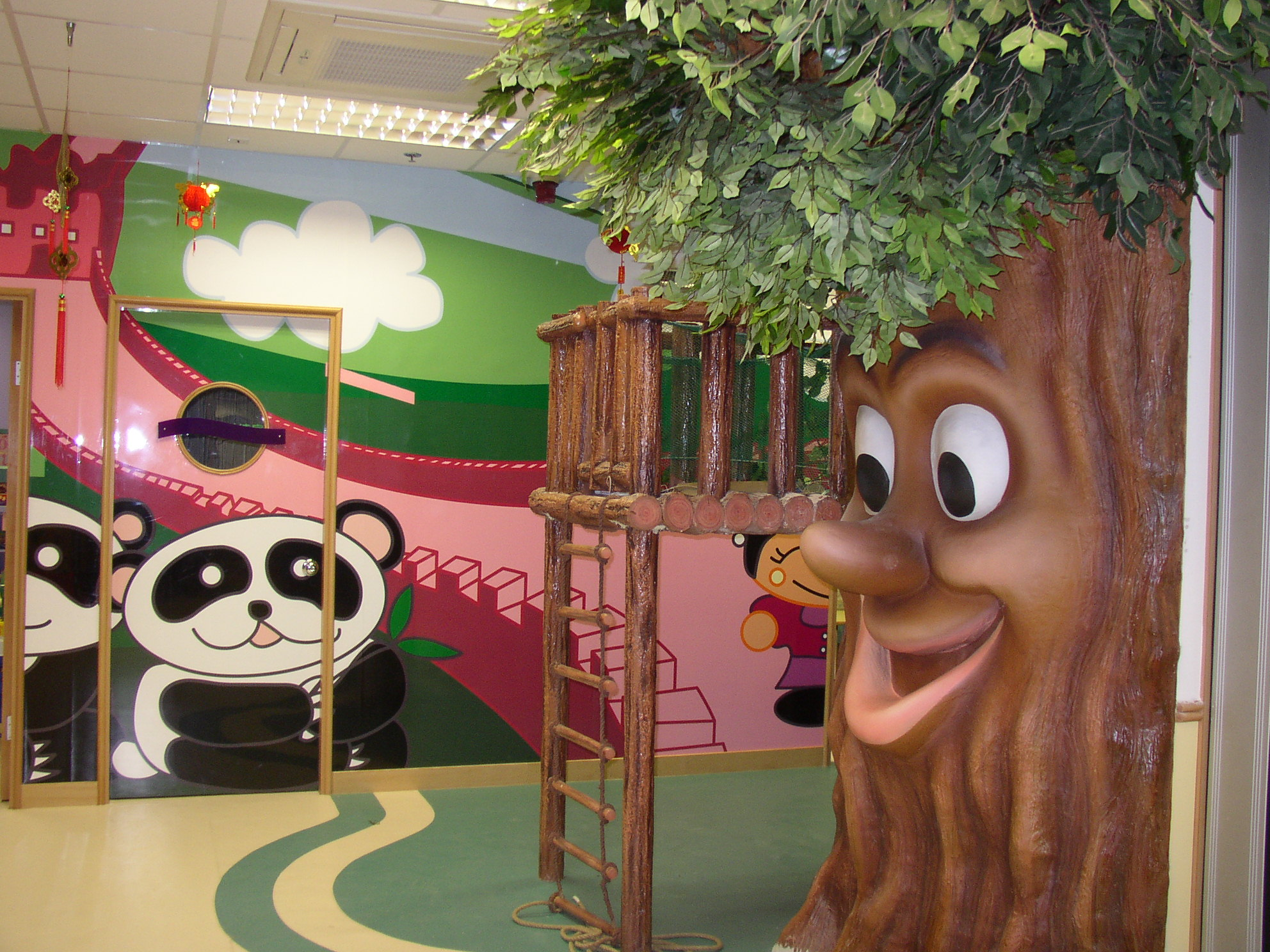
富昌中心
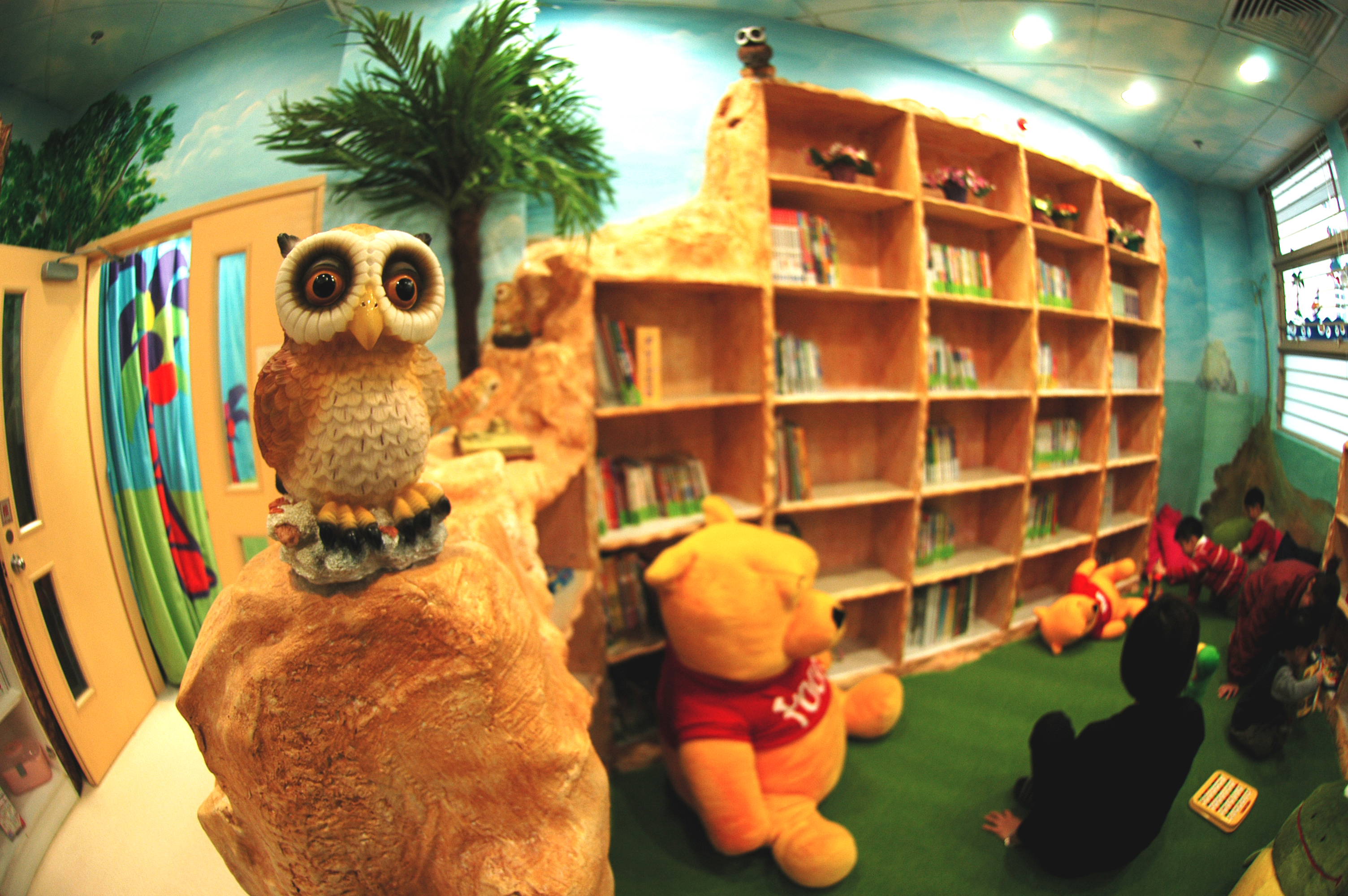
東涌中心

### 兒童健樂會
協康會於2002年率先在香港展開兒童健樂服務（Gateway Movement），該運動早於1966年起源自英國。服務內容包括：健樂餘暇活動、健樂社區融合計劃及健樂家庭支援服務。

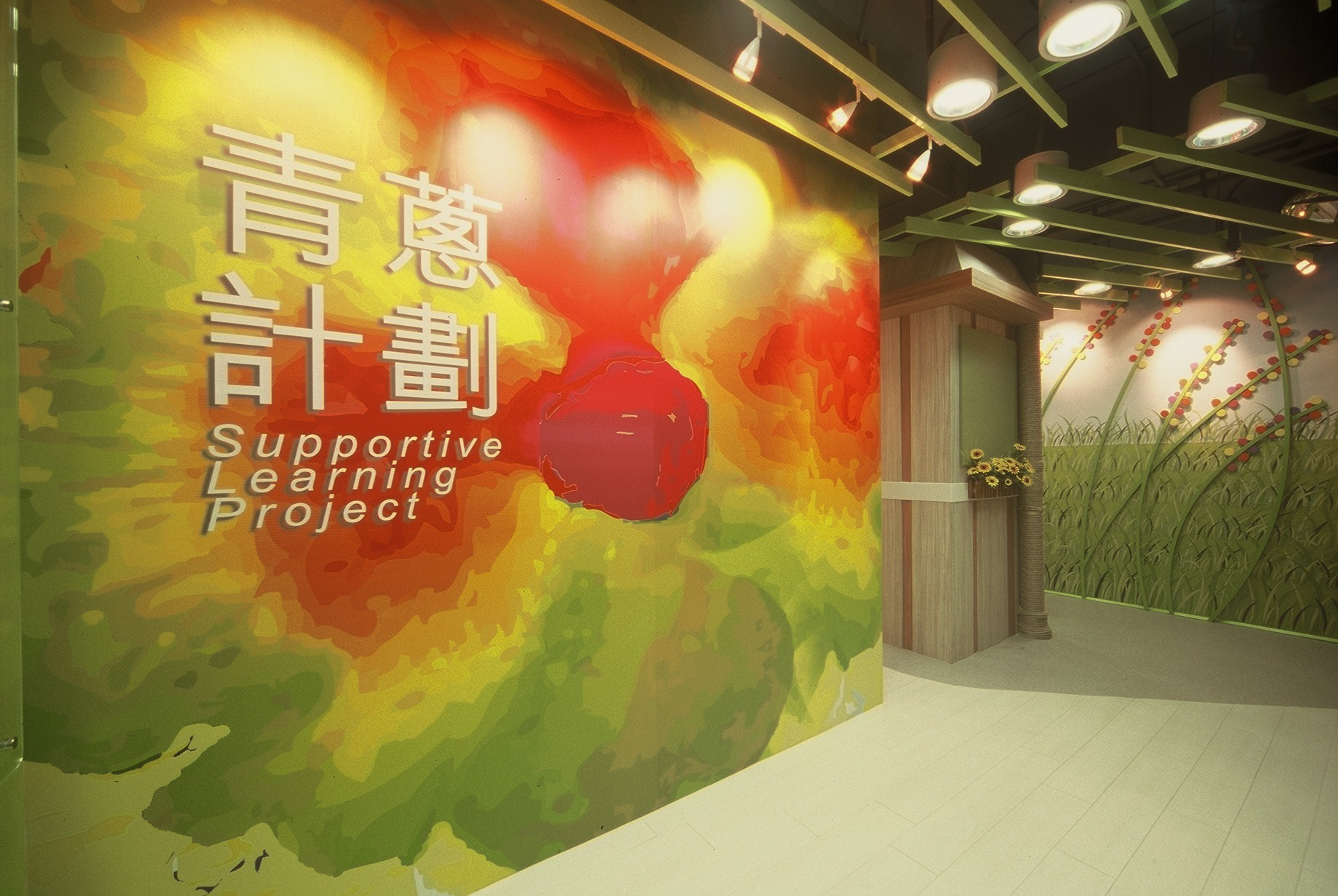
協康會青蔥計劃

### 青蔥計劃
協康會於2000年推出「青蔥計劃」服務，為有學習或發展障礙的幼兒及就讀於小學至初中的學童，提供適時的專業評估、治療和支援，亦為其家長及老師提供培訓活動，以全面協助兒童解決在學習和發展上的困難。

### 專業訓練
訓練包括「家長培訓」、「專業同工培訓」、「大中華區培訓」及「兒童訓練及活動」。
由於協康會在教育及社會福利界擁有最龐大及資深的專業兒科隊伍，除了在香港提供服務外，近年更積極與澳門、內地及台灣有關機構進行交流及專業培訓活動，以促進兩岸四地間教育及復康服務的發展。

## 外部連結
- 協康會 （页面存档备份，存于）
  - 協康會青蔥計劃 （页面存档备份，存于）
  - 協康會兒童復康資訊通 （页面存档备份，存于）
  - 協康會讀寫支援服務 （页面存档备份，存于）
  - 協康會支援南亞裔有特殊需要兒童家庭計劃 （页面存档备份，存于）
  - 協康會Facebook專頁 （页面存档备份，存于）